# 5689 Rhön
Az 5689 Rhon (ideiglenes jelöléssel 1991 RZ2) a Naprendszer kisbolygóövében található aszteroida. Freimut Börngen és Lutz Schmadel fedezte fel 1991. szeptember 9-én.